# Dyerophytum africanum
Dyerophytum africanum är en triftväxtart som först beskrevs av Jean-Baptiste de Lamarck, och fick sitt nu gällande namn av Carl Ernst Otto Kuntze. Dyerophytum africanum ingår i släktet Dyerophytum och familjen triftväxter. Inga underarter finns listade i Catalogue of Life.

## Bildgalleri

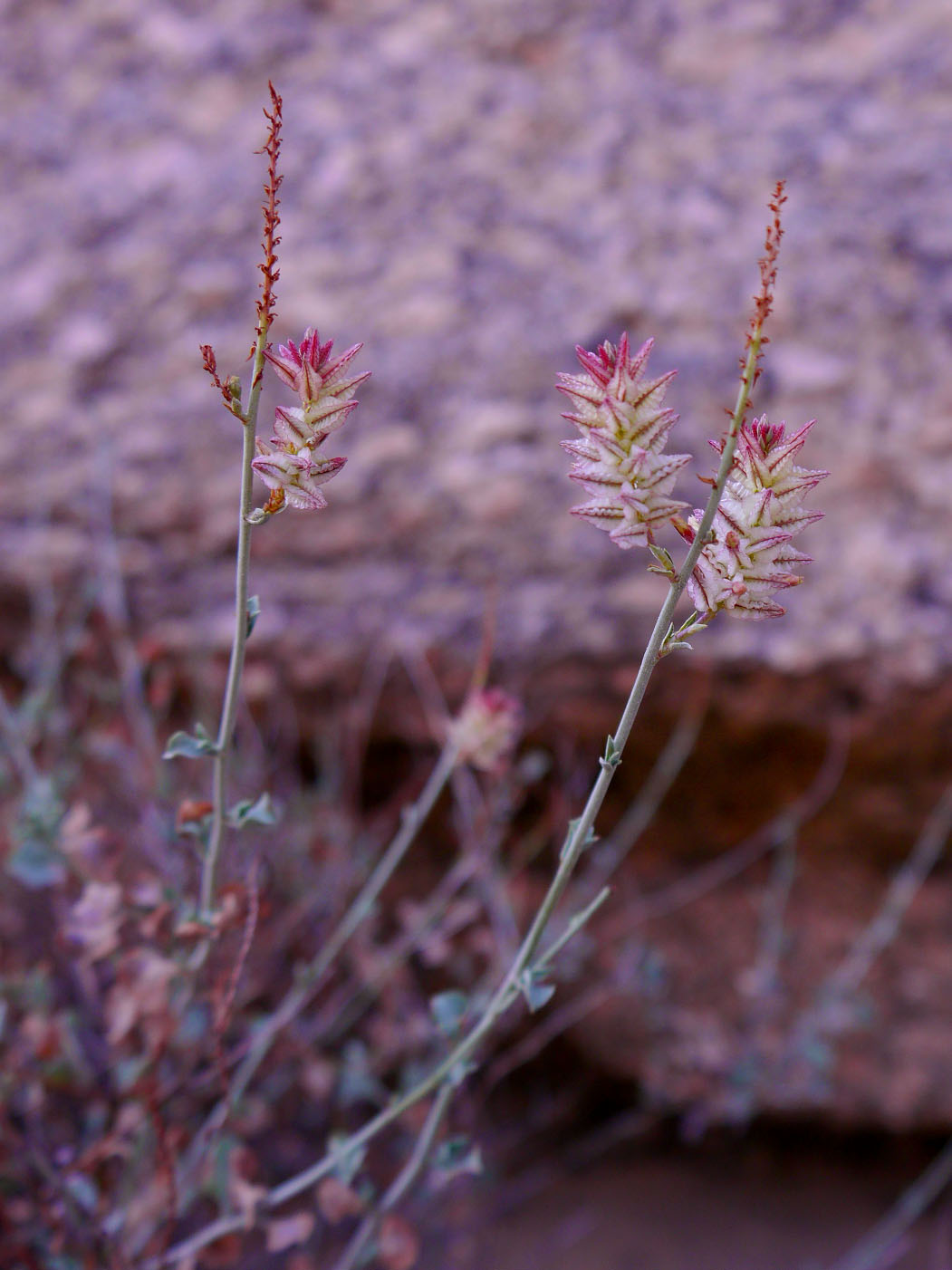
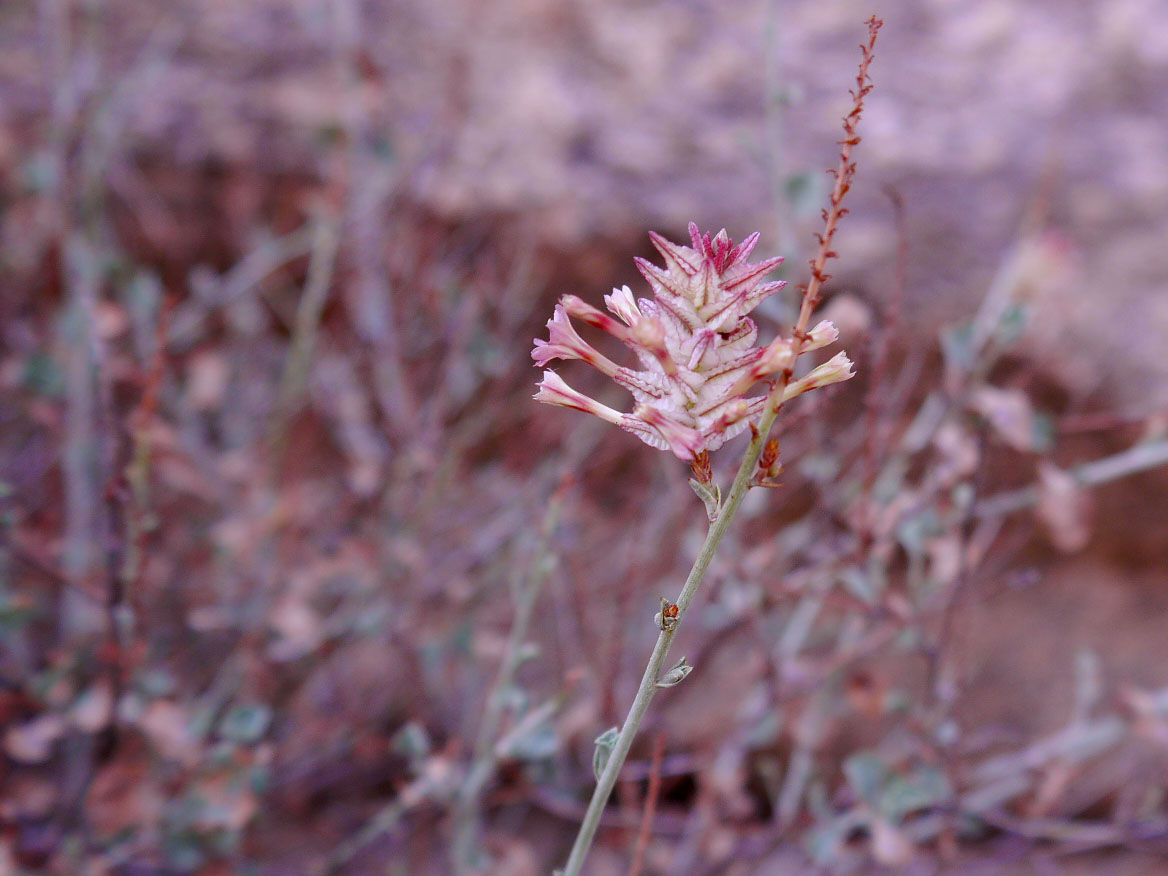